# Les Humanoïdes associés
Les Humanoïdes associés, également appelée « Les Humanos » dans le langage courant, est une maison d'édition de bandes dessinées fondée en décembre 1974 par Mœbius, Jean-Pierre Dionnet, Philippe Druillet et Bernard Farkas.
Créée dans le but de publier le mensuel Métal hurlant, elle est initialement spécialisée dans la science-fiction. Elle s'est par la suite diversifiée dans tous les genres de la bande dessinée. Dès ses débuts, Les Humanoïdes associés sont présents sur plusieurs marchés, y compris le marché américain sous le nom Humanoids. En 2013, le siège de la société est déplacé à Los Angeles et la maison d'édition française devient une branche du groupe Humanoids.

## Historique

### Métal hurlantet les débuts
En décembre 1974, le critique et scénariste Jean-Pierre Dionnet, les auteurs Philippe Druillet et Mœbius, et l'homme d'affaires Bernard Farkas décident de fonder « les Humanoïdes associés » pour publier une revue de science-fiction trimestrielle, rééditer Le Bandard fou et « préparer plein d'autres choses ». En janvier suivant paraît le premier numéro de la revue Métal hurlant, dont Dionnet est le rédacteur en chef.
La revue accueille avant tout des histoires ressortissant au fantastique ou à la science-fiction. Au sein de ces genres, Dionnet privilégie la diversité, publiant aussi bien Chantal Montellier que Philippe Druillet. Il cherche également à présenter des auteurs étrangers : l'Américain Richard Corben est dans le premier numéro, le suivent son compatriote Vaughn Bodé, le Brésilien Sergio Macedo, le Suisse Daniel Ceppi, le Néerlandais Joost Swarte, etc. En 1977, la revue récupère Les Naufragés du temps de Paul Gillon et en février 1979, Blueberry (Nez Cassé) de Jean Giraud et Jean-Michel Charlier. Elle publie également en mars de la même année le premier épisode du Jeremiah de Hermann, La Nuit des rapaces.
Dès la fin de l'année 1975, deux premiers albums sont édités : Jason Muller, de Claude Auclair et Rolf, de Richard Corben. Avec les années, de plus en plus d'albums sont publiés (dix en 1976, quinze en 1977, dix-sept en 1978, vingt-huit en 1979, trente-huit en 1980, etc.). On retrouve des auteurs de la revue comme Druillet, Mœbius (l'album culte Arzach sort en 1976), Jean-Claude Gal, Jacques Tardi, René Pétillon, Chantal Montellier, Frank Margerin, Serge Clerc, Alain Voss, Denis Sire, Ted Benoît, Dominique Hé, Nicole Claveloux ou François Schuiten, etc. Mais Les Humanoïdes publient également d'autres auteurs, italiens comme Guido Buzzelli ou Hugo Pratt, argentins comme Alberto Breccia,  des classiques de la bande dessinée américaine, comme Conan le barbare, Le Spirit et Nick Fury ou anglaise, Dan Dare, et quelques livres sulfureux, comme les séries érotiques Gwendoline de John Willie (un succès de librairie qui aidera grandement les finances), ou La Baronne Steel de Jim. Blanche Épiphanie de Georges Pichard et Jacques Lob apporte sa caution de feuilleton décalé. La maison publie également en 1977, avec le Necronomicon de H. R. Giger, son premier recueil d'illustrations.
Cette politique d'albums permet aux Humanoïdes Associés de se constituer rapidement un fonds important et d'une certaine valeur financière, grâce auquel la maison d'édition peut surmonter les graves difficultés de gestion qu'elle rencontre dans ses premières années (emprunts à taux usuraires, coûts de fabrication élevés, oubli de récupération des traites aux NMPP, etc.). Des collections marquantes sont créées, comme « Xanadu », qui publie des bandes dessinées américaines en grand format (neuf titres, 1983-1985) ou « Autodafé », qui publie des bandes dessinées d'auteurs (dont le premier manga distribué en librairie, Gen d'Hiroshima de Keiji Nakazawa) au format roman — et qui, troublant les libraires et le public, n'a aucun succès (six titres en 1982-1983).
De 1976 à 1978, Les Humanoïdes associés éditent une seconde revue, Ah ! Nana, dirigée par des femmes (Janic Guillerez, avec au début l'assistance d'Anne Delobel), et publiant exclusivement (ou presque) des auteurs femmes. Ce projet novateur, apparu dans un milieu encore dominé fortement par les hommes, est cependant stoppé par une interdiction de vente aux mineurs et une mévente chronique. En mai 1977, paraît Ciné Fantastic (animé par Jean-Paul Nail et Jean-Pierre Bouyxou), qui n'a malheureusement qu'un seul numéro. Quelques années plus tard, constatant une inflation de titres en kiosque, Dionnet cherche à y augmenter la présence des Humanoïdes Associés. Métal (hurlant) Aventure, consacré à la bande dessinée d'aventures, et Rigolo !, mensuel de bande dessinée humoristique, sont lancés en 1983. Ce dernier disparaît à l'été 1984, le premier s'arrête en juin 1985.
En avril 1977, le magazine Métal hurlant est publié en anglais pour le marché nord-américain, sous le nom de Heavy Metal. Le magazine publie au début surtout des auteurs européens, avant de laisser au fil du temps la part belle aux auteurs locaux. Heavy Metal a cependant permis la diffusion de bande dessinée européenne aux États-Unis, où Mœbius a, comme partout, influencé de nombreux auteurs. À la fin des années 1980, à la suite de rachats, le titre prend une autonomie totale envers les Humanos. Il existe toujours en 2011, bien que ses ventes aient très fortement diminué depuis le début des années 2000.
Ces succès et ces échecs entretiennent les difficultés financières des Humanos et complexifient son actionnariat. Ainsi, en avril 1980, l'éditeur est possédé à moitié par un imprimeur espagnol auprès duquel il s'était endetté, et, pour le reste, par de nombreux petits actionnaires, principalement des auteurs liés historiquement à la maison (Druillet, Mœbius, Margerin, Gillon),.

### Le marché américain
En 1999, Fabrice Giger, qui a racheté les Humanoïdes Associés en 1988, fonde Humanoids Publishing afin de publier aux États-Unis les titres emblématiques du catalogue des Humanoïdes, mais aussi de découvrir de nouveaux talents américains et de vendre des droits dérivés. Il est assisté de Justin Connolly. Plusieurs titres phares du catalogue français sont traduits (Bouncer, Les Terres creuses, La Caste des Méta-Barons, La Trilogie Nikopol, Les Technopères, Le Lama blanc, les ouvrages de Pierre Christin et Enki Bilal, XXe ciel.com, L'Incal, Olivier Varèse, Exterminateur 17, Yves Chaland, etc.). En 2002, Humanoids diffuse la version anglaise du nouveau Métal hurlant, qui disparaît deux ans plus tard.
En janvier 2004, Humanoids s'allie avec DC Comics. Les ouvrages d'Humanoids intègrent alors le catalogue de DC Comics sous la direction de Paul Benjamin, ce qui leur assure une plus grande visibilité. En contrepartie, l'éditeur américain acquiert les droits mondiaux des versions anglaises des albums. Certains des livres publiés depuis 1998 sont réimprimés, tandis que d'autres séries sont traduites (El Niño, Victor Levallois, Megalex, Basil et Victoria, etc.). Cependant, le succès n'est pas au rendez-vous pour ces albums luxueux et chers et, en avril 2005, DC annonce la fin de l'accord.
En 2007, un accord est signé avec Image Comics pour la diffusion nord-américaine de Lucha Libre. En juillet 2008, Humanoids s'allie avec Devil’s Due pour de nouveau diffuser des traductions du fonds des Humanoïdes Associés. Les albums sont cette fois vendus au format comic book afin de ne pas dérouter les lecteurs américains. De nouvelles séries sont traduites (Les Zombies qui ont mangé le monde, Je suis légion, etc.).
En juin 2010, Les Humanoïdes associés décident de reprendre eux-mêmes la diffusion des traductions en interrompant l'accord avec Devil's Due. Fidèle à ses habitudes, Humanoids reprend d'anciennes traductions tout en proposant de nouvelles séries européennes (Le Manoir des murmures, Le Cœur couronné, Le Jour des magiciens, etc.) comme américaines (Flywires, Aftermath, etc.).

### La bande dessinée numérique
Dès les années 1990, l'éditeur s'est intéressé à la numérisation des contenus de son secteur. Cette époque a été marquée par le développement de l'informatique grand public et l'arrivée d'Internet chez les particuliers. Les résolutions d’écran et les niveaux de débit étaient alors insuffisants pour pouvoir véhiculer l’information à une vitesse et dans une qualité satisfaisante et c'est donc sous la forme de CD-Rom que les premières expériences de bande dessinée numérique des Humanos se sont matérialisées. La Trilogie Nikopol d’Enki Bilal et Gulliveriana de Manara se retrouvent alors dans la collection « Digital comics », mais les résultats seront décevants et les éditeurs de bandes dessinées tournent alors le dos au numérique pour se concentrer sur leur cœur de métier, l'édition au format papier.
Plus tard, à la fin des années 2000, les Humanos profitent de la prolifération des smartphones pour réaliser une nouvelle expérience de numérisation de leur contenus. Cette mise à disposition, qui a alors été appelée « VidéoBD », a permis aux lecteurs connectés de faire l’expérience d’une forme de bande dessinée numérique par le biais d'un album découpé, doublé par des acteurs, bruité et monté sur un fichier vidéo. Par la suite, plusieurs entreprises de l’informatique et du net, « des multinationales de l'électronique, des géants du Web et des start-up [qui] y voient un gisement de profits, un territoire qui ne doit échapper ni à la dématérialisation ni à la technologie », décident de s’attaquer à ce marché et lancent de nouveaux modes de mise à disposition des contenus. Les Humanoïdes associés cèderont leurs droits à deux de ces entreprises, afin de mettre à disposition leurs contenus.
Les années 2010 ouvrent une nouvelle ère pour la bande dessinée numérique avec l'arrivée des tablettes numériques comme l'iPad. Afin de bénéficier de ce nouveau support, Les Humanoïdes associés décide de procéder à la numérisation systématique de son catalogue, qui doit désormais être accessible en numérique sur le site, avant même la sortie en librairie. Le système fonctionne avec une application en ligne qui permet de consulter les contenus en streaming. Sur son blog, l’éditeur annonce également qu’une application payante sera prochainement mise en place via l'Apple store.

### Le renouveau du catalogue
Après plusieurs années de crises l'ayant mené à se séparer de certaines de ses séries historiques, l'éditeur est sorti en fin d'année 2009 du redressement dans lequel il était depuis près de 18 mois. Depuis peu, il renoue avec le succès grâce, notamment, à certaines nouvelles séries telles que Crusades, La Légende des nuées écarlates, Les Épées de verre, Carthago ou encore Le Manoir des murmures.
L’éditeur s’est aussi essayé à l’édition de mangas européens, parmi lesquels Omega Complex ou B.B. Project. Si les deux précédents exemples ont été édités dans un format classique de manga, des auteurs au style voire d’origine asiatique ont également édité des ouvrages dans des formats plus européens ou mixtes. Ainsi, la série Ecube scénarisée par Iovinelli et dessinée par Dall Oglio fait-elle partie de celles-ci. Crusades est quant à elle scénarisée par des européens et dessinée par un artiste chinois, avec un style à mi-chemin entre la bande dessinée et le manga.

### La diversification
Les Humanoïdes Associés ont intégré à leur groupe d'édition le label La Boîte à bulles (2003), lui apportant notamment son expertise marketing et de distribution, ce label complétant l'offre éditoriale du groupe et se focalisant davantage sur les librairies généralistes quand le label Humanos s'adresse prioritairement aux librairies spécialisées.

## Publications

### Le développement d'univers multi-sériels
Se basant sur une pratique commune aux États-Unis, Les Humanoïdes associés ont développé des univers multi-sériels. La plus connue de ces bandes dessinées déclinées sur plusieurs séries est L'Incal.

#### L'Incal
Créé par Jodorowsky et Moebius pour la bande dessinée L'Incal, cet univers s’est, au fil des années, développé au travers de multiples séries. Ainsi, les titres Avant l'Incal, Final Incal, Après l'Incal, Les Technopères, Megalex, Dayal de Castaka, La Caste des Méta-Barons ou encore, plus récemment, Les Armes du Méta-Baron sont autant de volumes développant et partageant le même monde.
Pour le trentième anniversaire de L’Incal, l’éditeur a d’ailleurs décidé de mettre en avant son univers en lui dédiant un blog dont l’objectif est de lier ses séries entre elles. À ce jour[Quand ?], le monde de l’Incal se développe en 35 volumes de bandes dessinées, l’éditeur en continue le développement au travers de deux séries, Castaka et Final Incal.

#### Les autres univers multi-sériels

##### Lucha Libre
Créé par Jerry Frissen, Lucha Libre est l’autre univers important développé en multi-séries par Les Humanoïdes associés. Ces séries ont pour contexte notre monde et développent le quotidien de catcheurs mexicains ratés, à la retraite, dans leurs pérégrinations urbaines. À mi-chemin entre la série comique et le comic book de super héros, Lucha Libre est l’une des séries qui s’est probablement le plus fait remarquer ces dernières années chez Les Humanoïdes associés[réf. nécessaire]. Après une première édition en fascicules appelés « anthologies » par l’éditeur, où plusieurs séries sont publiées ensemble dans un même volume, chaque titre est réédité en format classique cartonné.

##### Sanctuaire
En 2001, Les Humanoïdes associés publient le premier volume de la trilogie Sanctuaire, une série scénarisée par Xavier Dorison et dessinée par Christophe Bec devenue une série phare du catalogue de l'éditeur. Quelques années plus tard, en 2007, l'éditeur publie Sanctuaire Reminded, une adaptation de l'histoire au format manga réalisée par le dessinateur Riccardo Crosa et le scénariste Stéphane Betbeder. Ceux-ci réalisent également une adaptation en cinq volumes reprenant les codes des séries télévisées, publiée entre 2009 et 2012 sous le nom Sanctuaire Redux. Les trois séries racontent la même histoire en faisant usage de codes narratifs différentes.

### Périodiques en presse
- Métal hurlant (1975-1987, 2002-2004)
- Ah ! Nana (1976-1978)
- Casablanca (un numéro 0, fin 1982)
- Métal hurlant Aventure (1983-1985)
- Rigolo ! (1983-1984)
- Shogun Mag et ses dérivés (2006-2007)

### Documentation
- (fr + it) Luca Boschi, Jean-Pierre Dionnet et Thomas Martinelli, Les Humanos, La Rivoluzione di Métal Hurlant, Rome, Coniglio Editore, 2004.
- Serge Clerc, Le Journal, Paris, Denoël, coll. « Denoël Graphic », 2008. Témoignage en bande dessinée.
- Jean-Pierre Dionnet, (entretien avec Thierry Groensteen et Bruno Lecigne), « Citizen Dionnet », dans Les Cahiers de la bande dessinée n° 59, septembre-octobre 1984.
- Gilles Poussin et Christian Marmonnier, Métal hurlant, 1975-1987, la machine à rêver, Paris, Denoël, coll. « Denoël Graphic », 2005. Réédité et révisé en octobre 2021, avec une préface inédite de Jean-Pierre Dionnet.
- Patrick Weber et Fred Giger, « Les Humanos helvétisés », Les Cahiers de la BD, no 88,‎ mars 1990, p. 60-64.